# Audre Lorde
Audrey Geraldine Lorde, ameriška pisateljica, feministka, profesorica in aktivistka. *18. februar 1934, New York, New York, ZDA, † 17. november 1992, Saint Croix, Deviški otoki, ZDA.
Kot članica gibanja za pravice žensk in LGBTQ je s svojimi deli opozorila na večplastnost identitete in načine, na katere se lahko ljudje iz različnih družbenih slojev skupaj krepijo. Obravnavala je tudi krivice rasizma, seksizma in homofobije.

## Življenje in delo

### Zgodnje življenje
Audre Lorde se je rodila 18. februarja 1934 v Harlemu, v New Yorku. Njena starša, priseljenca iz Grenade, sta bila Frederick Byron Lorde in Linda Gertrude Belmar Lorde. Bila je najmlajša od treh sester. Že kot otrok je iz svojega imena odstranila črko »y«, kar je tudi opisala v svojem delu Zami: Novo črkovanje mojega imena.
Njen odnos s starši je bil že od otroštva težaven. Z očetom in mamo je preživela malo časa, saj sta bila oba zaposlena z vzdrževanjem svojega nepremičninskega posla po veliki depresiji. Ustvarjati je začela že pri dvanajstih letih.

### Šolanje in osebno življenje
Obiskovala je srednjo šolo Hunter College High School, kjer je maturirala leta 1951. Tri leta kasneje je leto dni preživela na Nacionalni univerzi v Mehiki. Naslednja leta njenega življenja je kot knjižničarka delala na srednji šoli Hunter College, dokler ni diplomirala iz bibliotekartstva leta 1959. Lorde si je kasneje leta 1961 pridobila magisterij iz knjižničnih znanosti na Univerzi Columbia. Do leta 1963 je delala kot knjižničarka v javni knjižnici blizu Mount Vernona v New Yorku. Leta 1962 se je poročila z odvetnikom Edwinom Ashleyjem Rollinsom, s katerim je imela dva otroka; Elizabeth in Jonathana. Z možem sta se ločila leta 1970. Leta 1968 je začela delati na univerzi Tougaloo College, kjer je spoznala svojo partnerico Frances Louise Clayton, s katero sta bili v zvezi 19 let. Med leti 1970 in 1981 je bila zaposlena kot profesorica angleščine na univerzi John Jay College of Criminal Justice.

### Delo
V šestdesetih letih je pričela z objavljanjem svojih del v revijah in udeleževanjem gibanj za državljanske in ženske pravice. Svojo prvo pesniško zbirko The First Cities (Prva mesta) je objavila leta 1968. Lordejina dotedanja dela so bila zaznamovana z izrazi afroameriške identitete, v svojem delu Cables to Rage (Kabli za bes) (1970) pa se je posvetila političnim temam kot so: rasizem, seksizem in nasilje. Njena tretja zbirka, From a Land Where Other People Live (Iz dežele, kjer živijo drugi ljudje) (1973), je bila finalistka nacionalne knjižne nagrade za poezijo. Za njeno delo je značilen poudarek na vprašanjih družbene in rasne pravičnosti, pa tudi prikaz LGBTQ spolnosti in izkušenj. Lorde je v sedemdesetih in osemdesetih letih 20. stoletja nadaljevala s plodovitim pisanjem, pri čemer je raziskovala teme rase, spola in razredne ureditve ter preučevala lastno identiteto v globalnem kontekstu. V zbirki iz leta 1978, The Black Unicorn (Črni samorog), je črpala moč iz duhovne povezanosti z boginjami afriške mitologije. Kar je prav tako pomembno za njeno ustvarjanje, je dejstvo, da se je zadnjih štirinajst let svojega življenja bojevala z rakom. V njenem pisanju tako najdemo tudi to temo, vendar je le-ta močneje izražena v njeni prozi Dnevniki raka (1980). To je bilo prvo od njenih štirih proznih del. Prej še nobeno prozno delo ni raziskovalo vpliva raka na prsih na življenje temnopolte feministične lezbijke. Leta 1982 je izdala "biomitografijo" Zami: Novo črkovanje mojega imena. Delo združuje teme zgodovine, biografije in mita ter pripoveduje o njenem potovanju samospoznavanja in sprejemanja kot temnopolte lezbijke. 

### Aktivizem
Leta 1984 je delala kot gostujoča profesorica v Zahodnem Berlinu na Svobodni univerzi v Berlinu. V Nemčiji je postala vpliven del takrat nastajajočega afriško-nemškega gibanja. Skupaj s skupino temnopoltih aktivistk v Berlinu je leta 1984 skovala izraz »afro-nemka« in s tem sprožila črnsko gibanje v Nemčiji. Namesto, da bi se borila proti sistemskim težavam z nasiljem, je Lorde menila, da je jezik močnejša oblika upora. Njen vpliv na Nemčijo je dosegel več kot le »afro-nemške« ženske; Lorde je pomagal povečati zavest o rasni in etnični intersekcionalnosti.
Lordejino zagovarjanje žensk, temnopoltih ljudi in skupnosti LGBTQ se je nadaljevalo tudi zunaj njene literarne kariere. Povezovala je tri kritična družbena gibanja za pravičnost: boj za državljanske pravice, feminizem in boj za pravice lezbijk in gejev. Celo življenje se je borila proti rasnemu, seksualnemu in statusnemu zatiranju. Leta 1979 je bila vidna govornica na Nacionalnem maršu v Washingtonu za pravice lezbijk in gejev. Leta 1981 je z Barbaro Smith in nekaterimi drugimi pisci ustanovila Kitchen Table: Women of Color Press, aktivistični feministični tisk. Kitchen Table je bil posvečen promociji nebelopoltih feministk in njihovih del. Lorde je bila tudi ustanovna članica Sestrstva v podporo sestram v Južni Afriki, organizacije, kjer se je borila za pravice žensk, ki živijo v sistemu apartheida.

### Smrt
Audre Lorde so leta 1977 diagnosticirali raka na dojki, katerega je z zdravljenjem prvič tudi premagala. V delu Dnevniki raka (1980) je podala realističen prikaz lastne bolečine, trpljenja, razmišljanja in upanja. Leta 1985 se ji rak vrne, tokrat na jetrih. Leto kasneje izda svojo zadnjo pesniško zbirko v svojem življenju, Our dead behind us (Naši mrtvi za nami). Umrla je 17. novembra 1992, zaradi raka na jetrih.

### Literarne nagrade
Knjiga Dnevniki raka je leta 1981 prejela nagrado »Gay Caucus« za knjigo leta Ameriškega knjižničarskega združenja in postala klasično delo pripovedi o bolezni. V svoji karieri je prejela številna priznanja, vključno s spominsko nagrado Billa Whiteheada leta 1990 in nagrado Walta Whitmana leta 1991 za zasluge, s čimer je postala pesniška nagrajenka države New York. Njena prozna zbirka A Burst of Light (Izbruh svetlobe) (1988) je prejela nacionalno knjižno nagrado fundacije Before Columbus. Prejela je tudi častne doktorate na treh ameriških univerzah: Hunter College, Oberlin College in Haverford College. Leta 2001 je združenje Publishing Triangle uvedlo nagrado Audre Lorde za vrhunska dela lezbične poezije. 

## Izbrana dela

### Poezija
- The First Cities. (Prva mesta.) 1968.

- Cables to Rage. (Kabli do besa.) 1970.
- From a Land Where Other People Live. (Iz dežele, kjer živijo drugi ljudje.) 1973.
- New York Head Shop and Museum. (Newyorški head shop in muzej.) 1974.
- Coal. (Premog.) 1976.
- Between Our Selves. (Med nami.) 1976.
- Hanging Fire. (Viseči ogenj.) 1978.
- The Black Unicorn. (Črni samorog.) 1978.
- Chosen Poems: Old and New. (Izbrane pesmi: Stare in nove.) 1982. (COBISS)
- Our Dead Behind Us. (Naši mrtvi za nami.) 1986.
- The Marvelous Arithmetics of Distance. (Čudovita aritmetika razdalje.) 1993.
- Your Silence Will Not Protect You : Essays and Poems. (Tvoj molk te ne bo ščitil: Eseji in pesmi.) 2017.

### Proza
- The Cancer Journals. (Dnevniki raka.) 1980.
- Uses of the Erotic: the erotic as power. (Rabe erotike: Erotika kot moč.) 1981.
- Zami: A New Spelling of My Name. (Zami: Novo črkovanje mojega imena.) 1983.
- Sister Outsider: Essays and Speeches. (Neprilagojena sestra: Eseji in govori.) 1984. (ponovna izdaja 2007)
- I Am Your Sister: Black Women Organizing Across Sexualities. (Jaz sem tvoja sestra: Črnke se organizirajo med spolnost.) 1985.
- A Burst of Light. (Izbruh svetlobe.) 1988.

### Slovenske izdaje
- The Cancer Journals. (Dnevniki raka.) 1980. (COBISS)
- Zami: A New Spelling of My Name. (Zami: Novo črkovanje mojega imena.) 1983. (COBISS)
- Postaje. (Prevedla in zbrala Kristina Kočan in Samo Šalamon.) 2009.  (COBISS)